# Евталија Сицилијанска
Света мученица Евталија је хришћанска светитељка.
Ова Евталија света беше девица из Сицилије, и имаше мајку с истим именом, и брата Сермилијана. Сви су били некрштени и незнабожни. Стара Евталија боловала је од течења крви. У сну јаве јој се свети мученици Агфеј, Филаделф и Кирин и кажу јој да ће оздравити, само и једино ако се крсти у име Господа Исуса Христа. Евталија поверује у Христа, крсти се и оздрави. Видећи то чудо, и њена се ћерка крсти. Сермилијан, пак, поче исмевати мајку и сестру због вере Христове, потом и претити. Мајка се уплаши и побеже од куће. Тада брат поче гонити сестру. Но сестра се не уплаши, јер јој милији беше Христос од брата, и рече Сермилијану: „Хришћанка сам и не бојим се умрети“. Опаки брат посла к њој једнога слугу да је оскрнави. Но када слуга нападе Св. Евталију, он изгуби очни вид. Он појури за сестром, ухвати је и главу јој одсече.
Српска православна црква слави је 2. марта по црквеном, а 15. марта по грегоријанском календару.